# Wiardunki
Wiardunki [pronunciación en polaco: /vjarˈdunki/] (en alemán: Werdum) es un pueblo ubicado en el distrito administrativo de Gmina Ryczywół, dentro del Distrito de Oborniki, Voivodato de Gran Polonia, en el oeste de Polonia central. Se encuentra aproximadamente a 5 kilómetros al sureste de Ryczywół, a 16 kilómetros al norte de Oborniki, y a 43 kilómetros al norte de la capital regional Poznań.